# Kai (Prinz)
Kai war ein Würdenträger der altägyptischen 5. Dynastie mit dem Titel leiblicher Königssohn. Er war der Sohn der Königstochter Chen… (Name nicht vollständig erhalten) und trug noch die Titel Gottessiegler und Vorsteher des Inneren. Kai war wahrscheinlich kein echter Königssohn, da seine Mutter keine Königsgemahlin war, sondern nur Königstochter.
Kai ist von seiner Mastaba (G 8720) auf dem Central Field in Gizeh und von beschrifteten Schalen aus dem Totentempel der Mykerinos-Pyramide bekannt. Bei der Mastaba handelt es sich um eine monumentale Anlage, jedoch sind nur wenige Teile der einstigen Reliefdekoration erhalten. Die Fragmente zeigen vor allem die stehende Figur des Kai.